# Simyra nervosa
Simyra nervosa är en fjärilsart som beskrevs av Ignaz Schiffermüller 1776. Simyra nervosa ingår i släktet Simyra och familjen nattflyn. Inga underarter finns listade i Catalogue of Life.